# Hermerath
Hermerath ist ein Kirchdorf in der Gemeinde Neunkirchen-Seelscheid im nordrhein-westfälischen Rhein-Sieg-Kreis. Im Ortskern befinden sich die katholische Pfarrkirche St. Anna und ein Spielplatz.

## Lage
Hermerath ist das östlichste Dorf der Gemeinde. Es liegt im Werschbachtal im Bergischen Land. Nachbarorte sind Hasenbach im Nordwesten, Ruppichteroth-Thilhove und -Büchel im Süden.

## Pfarrkirche St. Anna
In Hermerath wurde vermutlich um 1688 eine hölzerne Kapelle errichtet, die man um 1754 durch einen ersten steinernen Kirchenbau ersetzte. Die heutige, aus Backsteinen erbaute, neugotische St. Anna-Kirche stammt  aus dem Jahr 1906. Die Kirchenfenster aus dem Jahr 1963 wurden vom Kölner Maler und Bildhauer Manfred M. Ott (1933 bis 2014) gestaltet. Die Barockorgel aus der Mitte des 18. Jahrhunderts wurde 1971 von der Orgelbaufirma Romanus Seifert aus Kevelaer restauriert.

## Mühle
Nordwestlich des Dorfes liegt im Tal der Ortsteil Hermerather Mühle. In der namensgebenden Mühle wurde bis 1962 Korn gemahlen. Das Mühlrad wurde vom Werschbach angetrieben. Bis 2015 wurde in dem Gebäude eine Gaststätte betrieben.

## Geschichte

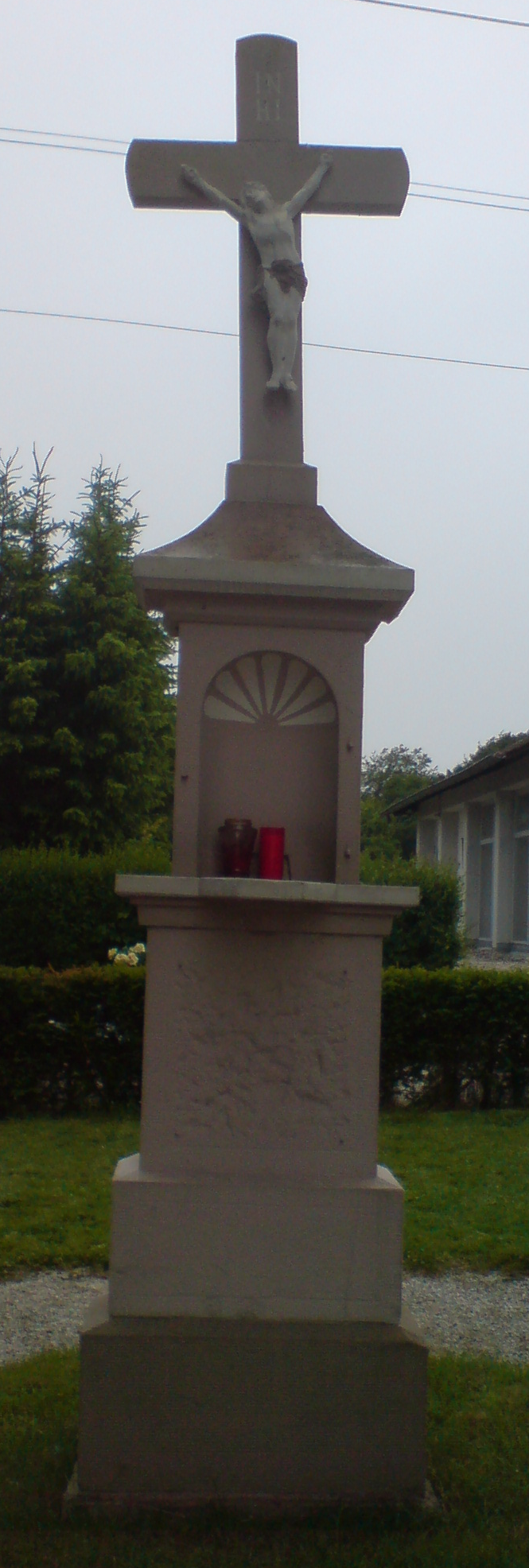
Das (Weg)Kreuz auf dem Friedhof von St. Anna

Das Dorf gehörte bis 1969 zur Gemeinde Neunkirchen.
1830 hatte Hermeroth 91 Einwohner. 1845 hatte Hermrath 126 katholische Einwohner in 23 Häusern. 1888 gab es 130 Bewohner in 26 Häusern.
1901 hatte das Dorf 130 Einwohner. Verzeichnet sind 26 Familien. Neben den Ackererfamilien Franken, Happ, Klein, Kurtenbach, Mahlberg, Roth, Schröder, Siebert und Tenten sind folgende Berufe verzeichnet:
Rektor Peter Bongartz, Wirt und Butter- und Eierhändler Wilhelm Bous, Näherin Gertrud Flögerhöfer, Schneider u. Küster Johann Flögerhöfer, Kleinhändlerin Catharina Franken, Schreiner Peter Franken, Müller Johann Peter Frings, Bäcker Heinrich Happ, Handelsmann Franz Peter Klein, Wirtin Witwe Peter Klein, Handelsmann Wilhelm Klein, Schuster Johann Peter Roth, Handelsmann Gerhard Siebert und Leineweber Johann Steeger.

## Veranstaltungen
Jährlich findet in Hermerath die Hermede Rötsch, eine kleine Dorfkirmes sowie ein kleiner Karnevalszug  statt.